# Tetragnatha oculata
Tetragnatha oculata este o specie de păianjeni din genul Tetragnatha, familia Tetragnathidae, descrisă de Denis, 1955.
Este endemică în Niger. Conform Catalogue of Life specia Tetragnatha oculata nu are subspecii cunoscute.